# Rinaldo Barbetti
Rinaldo Barbetti (Siena, Italia, 29 de marzo de 1830-Florencia, Italia 1904) fue un escultor, diseñador e ilustrador italiano. Fue el creador de numerosos diseños utilizando diversos materiales, como cuero, oro o madera. 

## Primeros años
Barbetti nació el 29 de marzo de 1830 en el municipio italiano de Siena. A la edad de diez años, empezó a trabajar como orfebre de oro. En 1841, la familia Barbetti se trasladó a Florencia y el joven artesano ayudó frecuentemente a su padre Angelo Barbetti, un exitoso tallador de madera.
Los trabajos de la familia eran encargados por familias de gran prestigio y riquezas, tales como la de Anatoly Demidov o la Casa de Rothschild. Los Barbetti presentaban también sus obras en diferentes competiciones de arte, llegando a ganar dos medallas en la Gran Exposición de Londres de 1851. Por las noches, Barbetti trabajaba como aprendiz diseñando marcos de cuadros, bajo la tutela de Ulysses Owens.

## Carrera

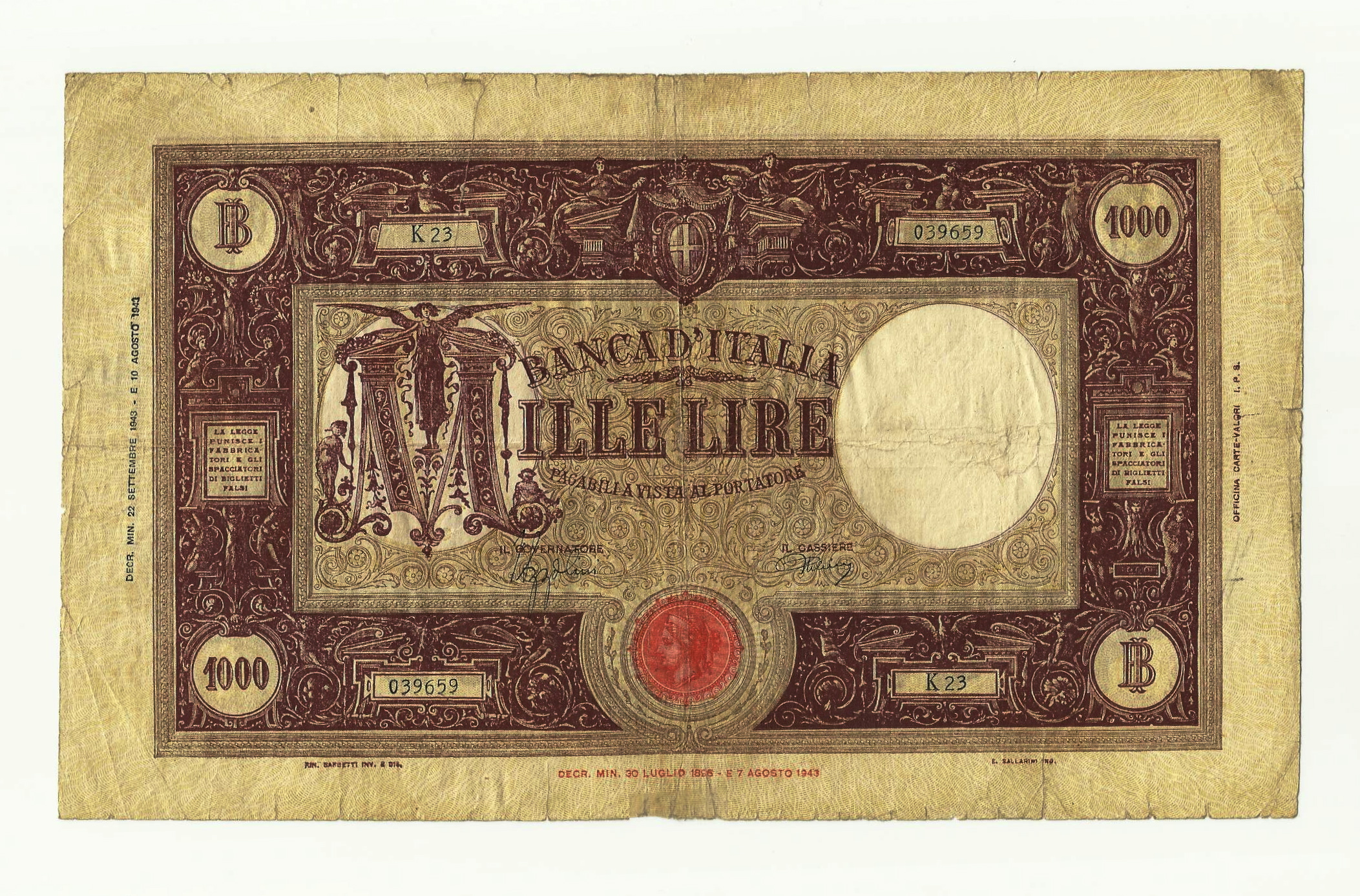
Barbetti diseñó el billete de 1000 liras italianas en 1943

Barbetti era considerado uno de los artistas más destacados de Florencia y era llamado frecuentemente para producir obras de arte alrededor de toda la ciudad. Hizo trabajos en cuero para la Villa Paolina, además de ser un excelente grabador conocido por la precisión de su trabajo. Realizó varias reformas en la fachada de la Catedral de Santa María del Fiore y en 1900 se le fue encargada la creación de la urna funeraria del poeta italiano Dante Alighieri. Se sabe que Barbetti la diseñó, pero nunca se ha conocido si llegó a crearla, pues no tenemos pruebas de su existencia hasta el día de hoy.

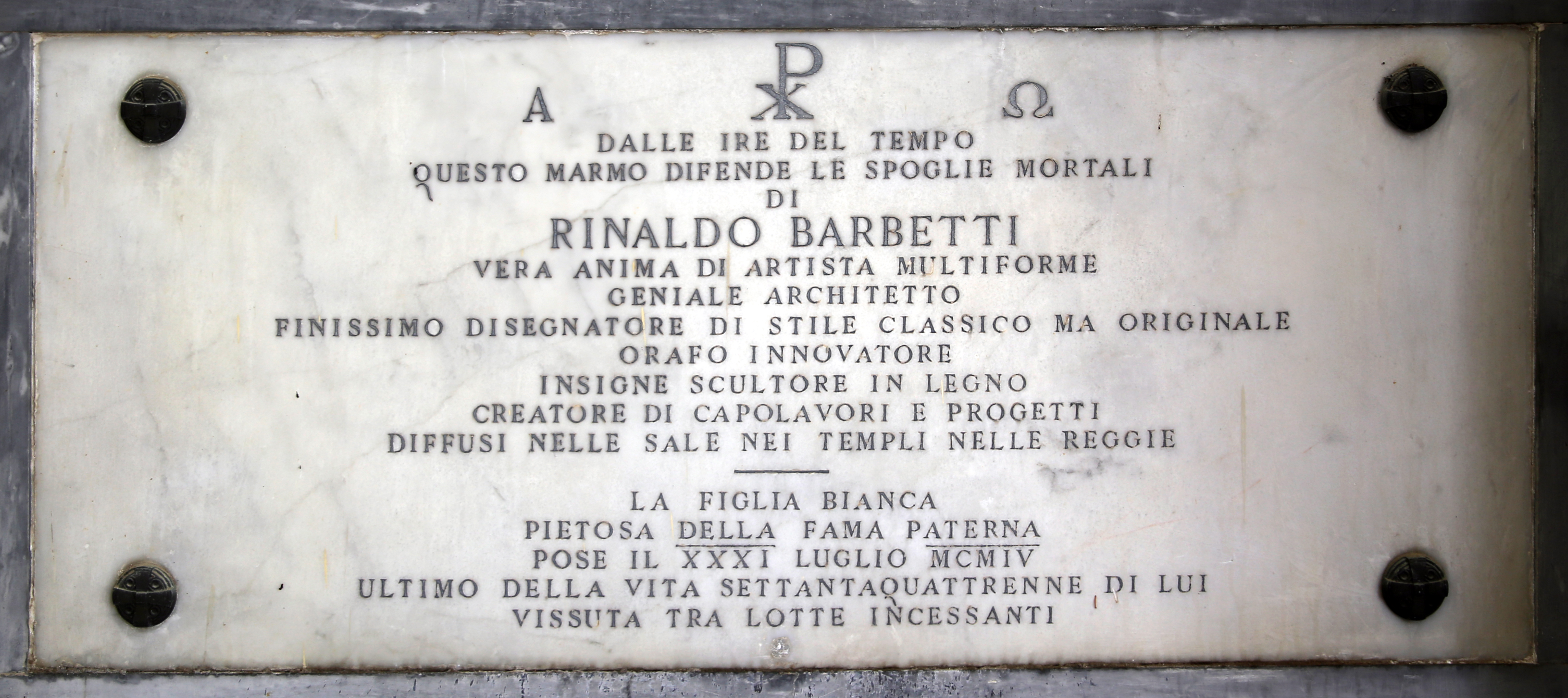
Lápida del artista

Es el diseñador de los billetes de 1943 de 1000 liras italianas, y en 1876 realizó varias reformas en el Coloso de los Apeninos en la Villa de Pratolino. Además, la carpintería de la biblioteca de Les Ambassadeurs Club fue conformada en los estudios florentinos de Rinaldo Barbetti.